# Erich Glowatzky
Erich Glowatzky (* 30. Juni 1909 in Fraureuth; † 27. Februar 1999 in Baden-Baden; beerdigt in Fraureuth) war ein deutsch-australischer Unternehmer und Mäzen.

## Leben
Glowatzky wurde 1909 in Fraureuth im damaligen Fürstentum Reuß älterer Linie geboren, das 1920 zu Thüringen kam und heute zu Sachsen gehört. 1932 heuerte er als Schiffsingenieur auf einem deutschen Frachter an, entschied sich 1935 in Sydney zur Einwanderung nach Australien und startete dort später eine erfolgreiche Karriere als Maschinenbau-Unternehmer. 1936 lernte er dort seine künftige Frau Edith, eine 1933 aus Berlin geflohene Jüdin, kennen. Sein Kontakt zu seiner Heimat, seit 1990 zu Sachsen, brach nie ab. Besonders lag ihm das Engagement für Kinder, Jugendliche und Senioren in seiner alten Heimat am Herzen. Nach dem Tod seiner Frau kehrte er nach Deutschland zurück.
Für seine Verdienste um die Deutschen Einwanderer in Australien, darunter auch Joachim Fuchsberger, und die Förderung der deutschen Industrie in Australien wurde er schon in den 70er Jahren vom Bundespräsidenten der Bundesrepublik Deutschland ausgezeichnet. Für seine Lebensleistung und sein Engagement für seine Heimat Erzgebirge und anderes erhielt Erich Glowatzky 1995 das Große Verdienstkreuz der Bundesrepublik Deutschland und 1997 den Verdienstorden des Freistaates Sachsen.

## Erich-Glowatzky-Preis
Am 22. Januar 1998 gründete Glowatzky eine Stiftung, deren Hauptzweck die alljährliche Verleihung des Erich-Glowatzky-Preises ist. Die Erich-Glowatzky-Stiftung führt das Werk des Stifters fort. Das Stiftungskapital ermöglicht die Auszeichnung von kreativen Ideen sächsischer Schüler und Studenten. Die Ausgezeichneten sollen sich durch herausragende Leistungen zu Vorbildern für die junge Generation gemacht und sich so um das Ansehen des Freistaates Sachsen verdient gemacht haben.
Die Ausgezeichneten dürfen nicht älter als 30 Jahre sein und müssen ihren Wohnsitz in Sachsen haben.
Der Erich-Glowatzky-Preis wird für Leistungen in den Bereichen Technik, Wissenschaft, Wirtschaft, Kultur oder Soziales verliehen. Preiswürdig kann auch eine besonders hervorragende Tat im Sinne sozialen oder gemeinnützigen Engagements sein. Als Preisträger kommen nur Einzelpersonen in Betracht.
Der Preis wird in drei Stufen verliehen und ist dotiert mit 3000 Euro, 2000 Euro, 1000 Euro. Die Preisträger erhalten zudem die Erich-Glowatzky-Ehrennadel in Gold, Silber beziehungsweise Bronze.
Vorstandsvorsitzender ist Ralf Kulik, Direktor in der Sparkasse Zwickau. Das Stiftungskuratorium leitet Ralf Berger, Präsident, Landesamt für Schule und Bildung.

### Preisträger
- 1998: Michael Gläser, Tesmar Strienitz, Christin Käßler, Kathleen Kufuß
- 1999: Ronny Timmreck, David Erler, René Gottschalk
- 2000: Thoralf Gebel, Marcus Friedrich, Susann Hoferichter
- 2001: Virginie Müller, Jan Rößler, Thomas Schaarschmidt
- 2002: Thomas Volkmer, Ralph Kahle, Thomas Müller
- 2003: Esther Heiße, Mike Lehmann, Frank Tschepke
- 2004: Jan Rossa, Sven Jakubetz, Georg Schimmel
- 2005: Roman Böttger, Markus Bergmann, Franziska Leibe
- 2007: Thomas Kretschmann, Marcel Gruber, Felix Kaschura
- 2008: Sebastian Radke, Stefanie Kruber, Katrin Henzel
- 2009: Stefan Albrecht, Marit Behner, Thai Le Tran
- 2010: Cornelia Döllefeld, Andre Gerdts, Elisabeth Glaschker
- 2011: Mirko Göhler, Friedrich Kaden, Anne Sygulla
- 2012: Jonathan Wachler, Burkhard Naumann, Maik Langner
- 2013: Christian Eckhardt, Jakob Rudolph, Katharina Mesech
- 2014: Dirk Döhler, Dirk Hofmann, Dominik Schur
- 2015: Christin Ulrich, Daria Luchnikova, Sarah Heinrich
- 2016: Carmen Stamm, Michaela Stastkova und Leni Sperlich, Stephanie Golde
- 2017: Mike Seifert, Saskia Rüdiger, Marina Ewert
- 2018: Sascha Mühleisen, Katharina Jahnke, Kevin Sachse
- 2019: Marie Unger, Samira Liebau, Alicia Schädlich
- 2020: Janice Schmelzer, Anne Riechen, Jonas Völckel[1]
- 2021: Jonas Badstübner, Robin Richter, Max Hilse
- 2022: Rico Bernecker, Rosalie Renner, Martina Saalbach
- 2023: Svenja Kühmichl, Jasmin Kogan, Lisa Wendler
- 2024: Johannes Hübner, Karl Leutgöb, Domenic Winkler[2]
- 2025: Cassandra Stopfkuchen, Theresa Lange, Eric Löser